# Bianca Ilich
Bianca Ilich (bulgarisch Боряна Цветкова Илич; * 1984 oder 1985, eigentlich Borjana Zwetkowa Ilitsch) ist eine bulgarische Theater- und Filmschauspielerin, Filmschaffende, Schauspiellehrerin, ein Model und Journalistin.

## Leben
Ilich wuchs in Mladost einem Stadtteil von Sofia auf. Ab ihrem 12. Lebensjahr begann sie zu modeln. 2001 wurde sie mit 16 Jahren das Mädchen des Monats August auf der Trud. Ihren Künstlernamen erhielt sie am ersten Tag an der Nationalen Akademie für Theater- und Filmkunst „Krastjo Sarafow“. Dort machte sie von 2000 bis 2004 ihren Bachelor in Visual and Performing Arts. Von 2013 bis 2015 machte sie zudem ihren Bachelor am Lee Strasberg Theatre and Film Institute im Fach Theater. Neben ihrer Muttersprache Bulgarisch spricht sie zusätzlich Englisch und Mazedonisch.
Ab 2008 übte sie verschiedene Berufe aus. Von 2008 bis 2012 war sie als Journalistin für das Cosmopolitan tätig. Von 2009 bis 2013 war sie als Schauspiellehrerin am Liverpool Institute for Performing Arts angestellt. Von 2013 bis 2017 unterrichtete sie Schauspiel am Dreamland Film & Cultural Center. 2017 folgte eine siebenmonatige Anstellung beim Lee Strasberg Theatre and Film Institute in derselben Funktion. Sie erkrankte an Krebs, gilt aber seit ihrer letzten Chemotherapie im Juni 2020 als geheilt.
Ihr Fernsehschauspieldebüt machte sie 2010 im Spielfilm Lake Placid 3. 2014 folgte eine Episodenrolle in der Mini-Serie Rodolfo Valentino – La leggenda. 2016 folgten Besetzungen in verschiedenen Kurzfilmen. 2018 übernahm sie eine Rolle in dem Spielfilm Wetware. 2019 folgte eine Charakterrolle im Kurzfilm Patrik. Sie produzierte 2015 den Film The Picture of Dorian Grey, wofür sie auch für das Drehbuch und die Regie zuständig war. 2017 produzierte sie den Kurzfilm Siren. Im selben Jahr war sie an neun Episoden der Fernsehserie Spring Street in der Funktion einer Regisseurin beteiligt.

## Filmografie

### Schauspiel
- 2010: Lake Placid 3 (Fernsehfilm)
- 2014: Rodolfo Valentino – La leggenda (Mini-Serie, Episode 1x01)
- 2016: Immunity (Kurzfilm)
- 2016: Exit 14B (Kurzfilm)
- 2016: Lucifina (Kurzfilm)
- 2016: Raven Pharaoh: City of Assassins (Kurzfilm)
- 2018: Wetware
- 2019: Patrik (Kurzfilm)

### Filmschaffende
- 2015: The Picture of Dorian Grey (Drehbuchautor, Produzent, Regisseur)
- 2017: Spring Street (Fernsehserie, 9 Episoden) (Regisseur)
- 2017: Siren (Kurzfilm) (Produzent)

## Theater (Auswahl)
- Androboros (Doodlesack – Pecuiliar Works)
- Beyond Therapy (Lee Strasberg Theatre and Film Institute)
- Stop This Train (McCarter Theater)
- Miss Julie (Lee Strasberg Theatre and Film Institute)
- The Seagull (Lee Strasberg Theatre and Film Institute)
- The Winter’s Tale (Sofia Puppet Theatre)
- Dinner for Schmucks (Drama Theater Pleven)
- Look back in anger (Drama Theater Lovech)